# Coppa Intercontinentale (hockey su pista)
La Coppa Intercontinentale (Intercontinental Cup in lingua inglese) è una competizione europea di hockey su pista istituita nel 1983 e riservata alle squadre di club e che vede in palio un trofeo conteso annualmente tra le squadre finaliste rispettivamente dell'Eurolega e del campionato sudamericano.

## Formula del torneo

### Criteri di qualificazione
Alla competizione partecipano 4 club e più precisamente:
- il club detentore dell'Eurolega nella stagione precedente;
- il club finalista dell'Eurolega nella stagione precedente;
- il club detentore del campionato sudamericano di club di hockey su pista nella stagione precedente;
- il club finalista del campionato sudamericano di club di hockey su pista nella stagione precedente;

### La formula attuale
La formula, in vigore dall'edizione 2017, è quella della Final Four ad eliminazione diretta tra le quattro squadre partecipanti.

## Albo d'oro e statistiche

### Albo d'oro
| Stagione   | Data                         | Nazionalità della squadra vincitrice | Vincitore (numero vittorie) | Finalista perdente | Risultato           | Sede della finale/i                     |
| ---------- | ---------------------------- | ------------------------------------ | --------------------------- | ------------------ | ------------------- | --------------------------------------- |
| 1983 (1ª)  | dal 29 gennaio al 6 febbraio | Spagna                               | Barcellona                  | Porto              | Girone all'italiana | Sertãozinho                             |
| 1985 (2ª)  | 23 agosto                    | Argentina                            | UV Trinidad                 | Barcellona         | 5-3                 | San Juan                                |
| 1985 (2ª)  | 25 agosto                    | Argentina                            | UV Trinidad                 | Barcellona         | 5-4                 | San Juan                                |
| 1987 (3ª)  | 23 dicembre                  | Spagna                               | Liceo La Coruña             | Concepción         | 7-3                 | La Coruña - Pazo dos Deportes de Riazor |
| 1987 (3ª)  | 29 dicembre                  | Spagna                               | Liceo La Coruña             | Concepción         | 5-4                 | La Coruña - Pazo dos Deportes de Riazor |
| 1989 (4ª)  | 3 gennaio                    | Spagna                               | Liceo La Coruña (2)         | Estudiantil        | 11-4                | La Coruña - Pazo dos Deportes de Riazor |
| 1989 (4ª)  | 4 gennaio                    | Spagna                               | Liceo La Coruña (2)         | Estudiantil        | 8-2                 | La Coruña - Pazo dos Deportes de Riazor |
| 1992 (5ª)  | 23 marzo                     | Portogallo                           | Barcelos                    | Sertãozinho        | 2-1                 | Sertãozinho                             |
| 1992 (5ª)  | 26 marzo                     | Portogallo                           | Barcelos                    | Sertãozinho        | 7-3                 | Sertãozinho                             |
| 1993 (6ª)  | 7 aprile                     | Spagna                               | Liceo La Coruña (3)         | Estudiantil        | 7-5                 | La Coruña - Pazo dos Deportes de Riazor |
| 1993 (6ª)  | 10 aprile                    | Spagna                               | Liceo La Coruña (3)         | Estudiantil        | 11-3                | La Coruña - Pazo dos Deportes de Riazor |
| 1998 (7ª)  | 3 maggio                     | Spagna                               | Barcellona (2)              | UV Trinidad        | 13-1                | Barcellona - Palau Blaugrana            |
| 2004 (8ª)  | 14 maggio                    | Spagna                               | Liceo La Coruña (4)         | Estudiantil        | 9-1                 | Santiago di Compostela                  |
| 2004 (8ª)  | 16 maggio                    | Spagna                               | Liceo La Coruña (4)         | Estudiantil        | 10-2                | Santiago di Compostela                  |
| 2006 (9ª)  | 1º aprile                    | Spagna                               | Barcellona (3)              | Olimpia            | 8-3                 | Alcoy                                   |
| 2007 (10ª) | 24 marzo                     | Italia                               | Follonica                   | Concepción         | 4-2                 | Follonica - Pista Armeni                |
| 2008 (11ª) | 29 settembre                 | Spagna                               | Barcellona (4)              | Concepción         | 3-1                 | Molins de Rei                           |
| 2010 (12ª) | 21 marzo                     | Spagna                               | Reus Deportiu               | Club Petrolero     | 4-1                 | Reus - Pavelló Olímpic                  |
| 2012 (13ª) | 13 novembre                  | Spagna                               | Liceo La Coruña (5)         | Huracán            | 6-4                 | La Coruña - Pazo dos Deportes de Riazor |
| 2013 (14ª) | 16 novembre                  | Portogallo                           | Benfica                     | Recife             | 10-3                | Torres Novas - Palácio dos Desportos    |
| 2014 (15ª) | 10 ottobre                   | Spagna                               | Barcellona (5)              | Club Petrolero     | 6-2                 | Barcellona - Palau Blaugrana            |
| 2016 (16ª) | 28 dicembre                  | Spagna                               | Vic                         | Huracán            | 5-1                 | Vic - Pavelló Olímpic                   |
| 2017 (17ª) | 16 dicembre                  | Portogallo                           | Benfica (2)                 | Reus Deportiu      | 5-3                 | Reus - Pavelló Olímpic                  |
| 2018 (18ª) | 16 dicembre                  | Spagna                               | Barcellona (6)              | Porto              | 5-4 (dts)           | San Juan - Stadio Aldo Cantoni          |
| 2021 (19ª) | 17 dicembre                  | Portogallo                           | Porto                       | Sporting CP        | 6-3                 | Porto - Dragão Caixa                    |
| 2021 (19ª) | 19 dicembre                  | Portogallo                           | Porto                       | Sporting CP        | 5-6                 | Lisbona - Pavilhão João Rocha           |
| 2023 (20ª) | 17 giugno                    | Italia                               | Trissino                    | Valongo            | 3-3 (dts) (3-1 dtr) | Valongo - Pavilhão Municipal            |
| 2024 (21ª) | 19 febbraio                  | Spagna                               | Barcellona (7)              | Porto              | 6-3                 | San Juan - Stadio Aldo Cantoni          |

### Edizioni vinte e perse per squadra
| Squadra         | Vittorie | Secondi posti | Anni vittorie                            | Anni secondi posti |
| --------------- | -------- | ------------- | ---------------------------------------- | ------------------ |
| Barcellona      | 7        | 1             | 1983, 1998, 2006, 2008, 2014, 2018, 2024 | 1985               |
| Liceo La Coruña | 5        | 0             | 1987, 1989, 1993, 2004, 2012             |                    |
| Benfica         | 2        | 0             | 2013, 2017                               |                    |
| Porto           | 1        | 3             | 2021                                     | 1983, 2018, 2024   |
| UV Trinidad     | 1        | 1             | 1985                                     | 1998               |
| Reus Deportiu   | 1        | 1             | 2010                                     | 2017               |
| Barcelos        | 1        | 0             | 1992                                     |                    |
| Follonica       | 1        | 0             | 2007                                     |                    |
| Vic             | 1        | 0             | 2016                                     |                    |
| Trissino        | 1        | 0             | 2023                                     |                    |
| Estudiantil     | 0        | 3             |                                          | 1989, 1993, 2004   |
| Concepción      | 0        | 3             |                                          | 1987, 2007, 2008   |
| Club Petrolero  | 0        | 2             |                                          | 2010, 2014         |
| Huracán         | 0        | 2             |                                          | 2012, 2016         |
| Sertãozinho     | 0        | 1             |                                          | 1992               |
| Olimpia         | 0        | 1             |                                          | 2006               |
| Recife          | 0        | 1             |                                          | 2013               |
| Sporting CP     | 0        | 1             |                                          | 2021               |
| Valongo         | 0        | 1             |                                          | 2023               |

### Edizioni vinte e perse per nazione
| Nazione    | Vittorie | Secondi posti | Squadre vincitrici                                           | Secondi posti                                                                             |
| ---------- | -------- | ------------- | ------------------------------------------------------------ | ----------------------------------------------------------------------------------------- |
| Spagna     | 14       | 2             | Barcellona (7) Liceo La Coruña (5) Reus Deportiu (1) Vic (1) | Barcellona (1) Reus Deportiu (1)                                                          |
| Portogallo | 4        | 5             | Benfica (2) Barcelos (1) Porto (1)                           | Porto (3) Sporting CP (1) Valongo (1)                                                     |
| Italia     | 2        | 0             | Follonica (1) Trissino (1)                                   |                                                                                           |
| Argentina  | 1        | 12            | UV Trinidad (1)                                              | Concepción (3) Estudiantil (3) Club Petrolero (2) Huracán (2) Olimpia (1) UV Trinidad (1) |
| Brasile    | 0        | 2             |                                                              | Recife (1) Sertãozinho (1)                                                                |

### Titolo più recente
- Trissino: 2023
- Porto: 2021
- Barcellona: 2018
- Benfica: 2017
- Liceo La Coruña: 2012
- Reus Deportiu: 2010
- Follonica: 2007
- Barcelos: 1992
- UV Trinidad: 1985

### Titoli consecutivi
2 titoli consecutivi
- Liceo La Coruña (1987, 1989)